# Spirobolus tegulatus
Spirobolus tegulatus är en mångfotingart som beskrevs av Voges 1878. Spirobolus tegulatus ingår i släktet Spirobolus och familjen Spirobolidae. Inga underarter finns listade i Catalogue of Life.